# Aspudden (metrostation)
Aspudden is een metrostation van de metro van Stockholm aan lijn T13  van de rode route op 4,7 spoorkilometer van het centraal gelegen metrostation Slussen.  Het was ten tijde van de opening van de rode route in 1964, samen met Örnsberg, een van de twee stations aan de zijlijn. Het metrostation verving de gelijknamige halte van tramlijn 16 die zuidelijker aan de Hägerstensvägen te vinden was. Tramlijn 16 was voortgekomen uit de Södra Förstadsbanan uit 1911. Tramlijn 16 werd op 4 september 1964 gesloten en vervangen door metrolijn T13. Door latere verlengingen naar het zuidwesten is deze tak tegenwoordig de langste van de rode route.
De perrons liggen op 10,9 meter boven zeeniveau in een tunnel op 22 meter onder het maaiveld tussen de Schlytersvägen en de Erik Segelsälls väg. In 1987 heeft de kunstenaar P.G. Thelander het station opgesierd met geëmailleerde tegels op de wanden en een beeld van een pinguïn op het perron.

## Fotogalerij

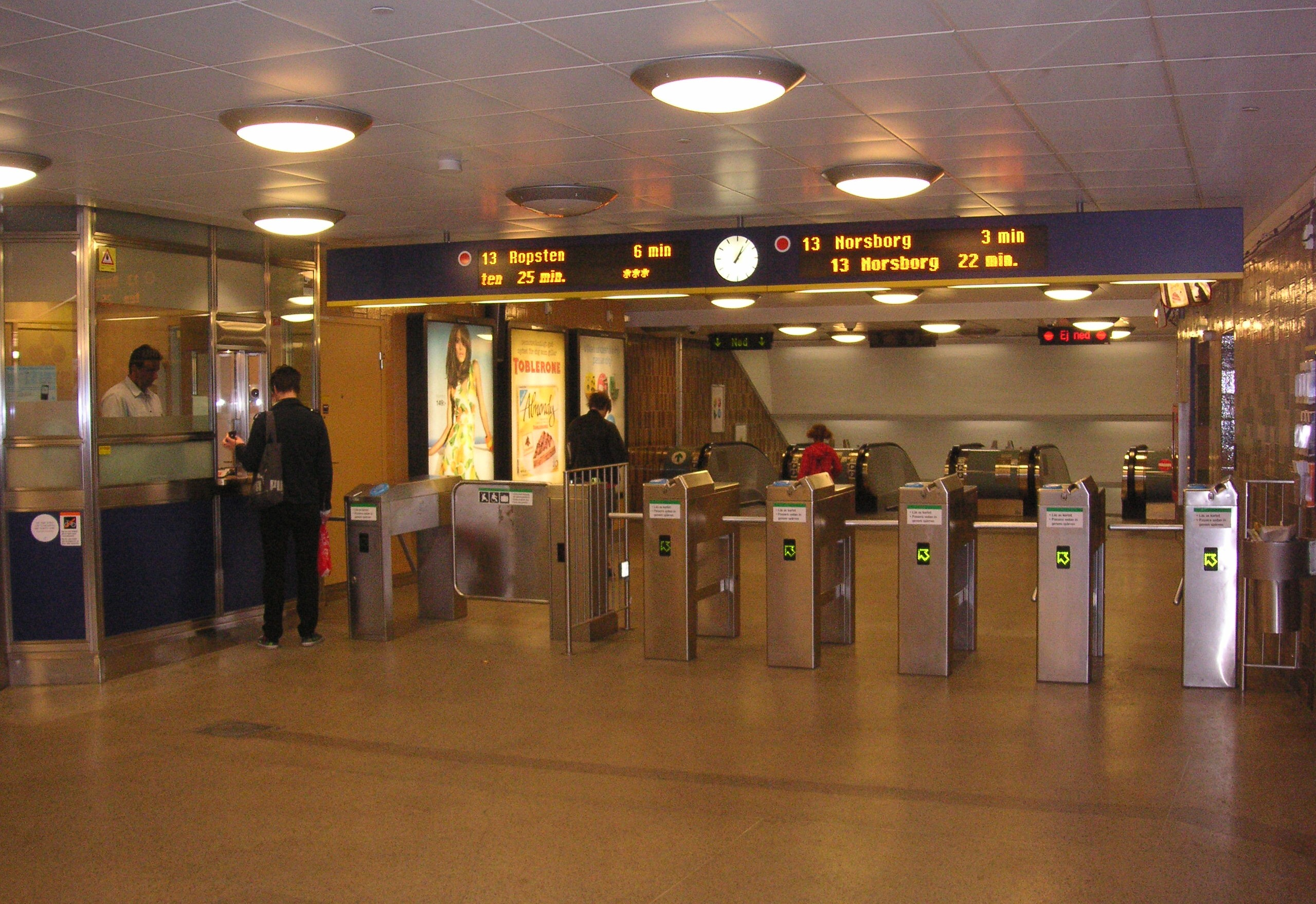
Toegangshal met kaartverkoop en poortjes
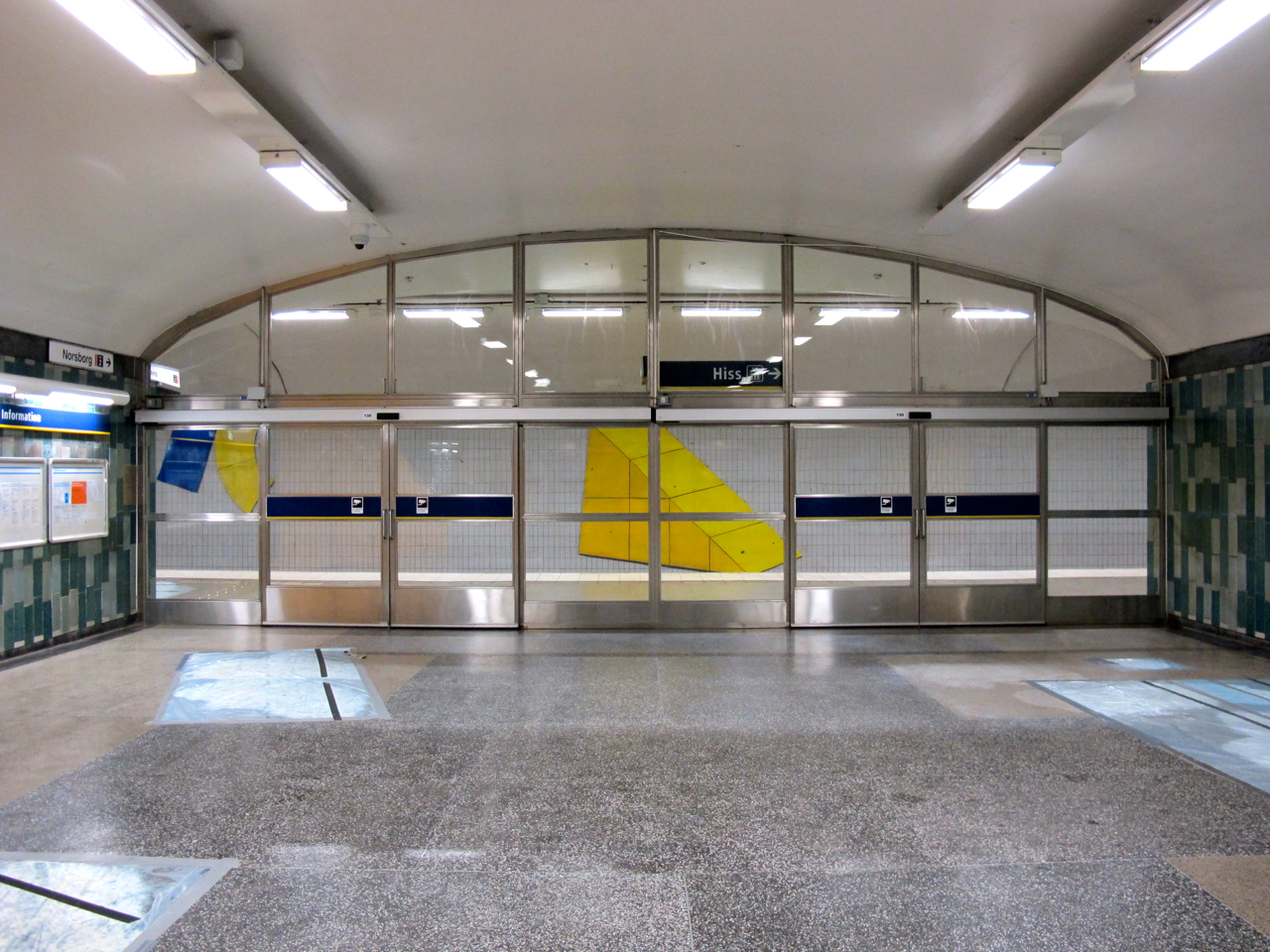
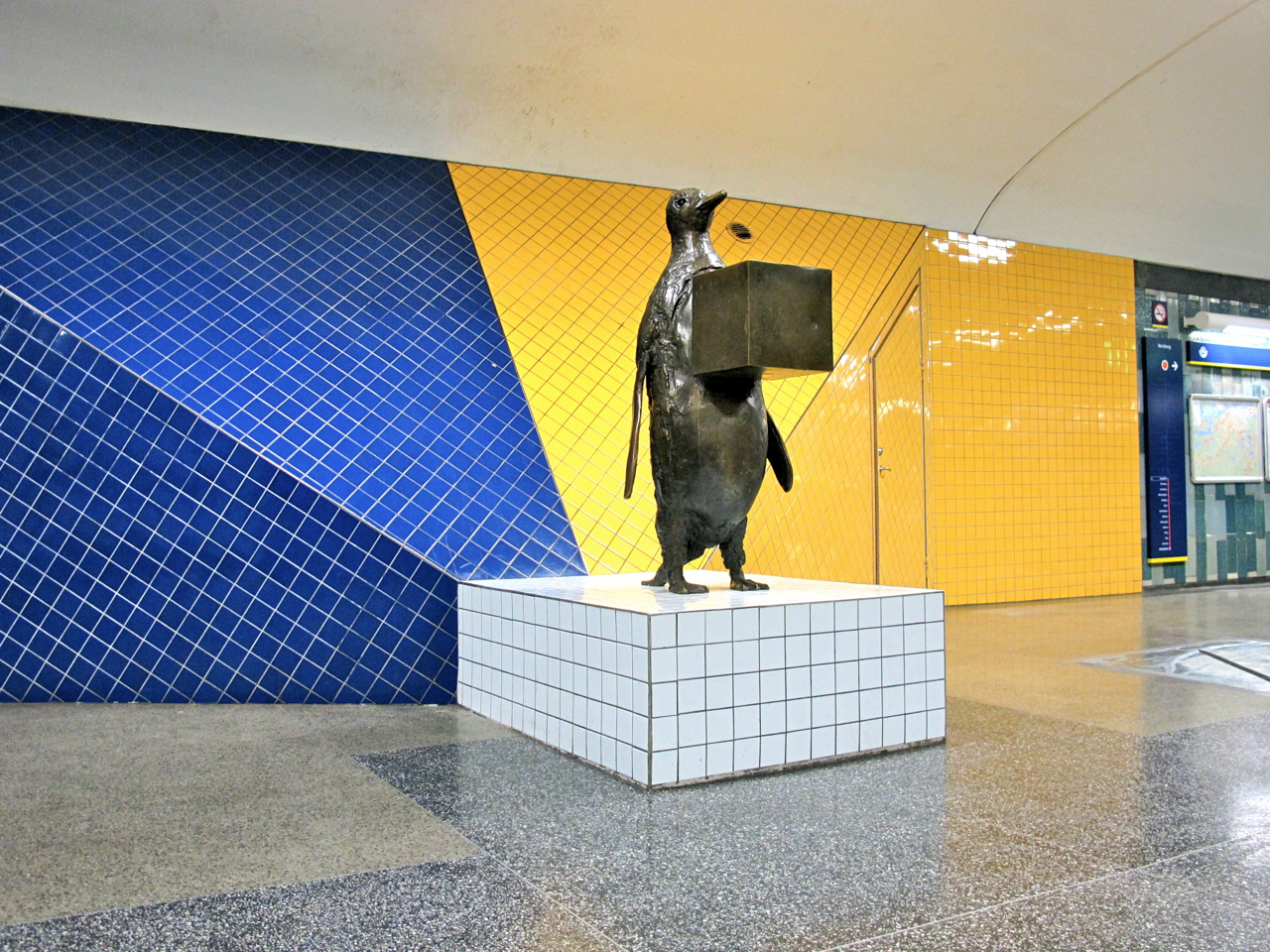
Pinguin

Norsborg ·
Hallunda ·
Alby ·
Fittja ·
Masmo ·
Vårby gård ·
Vårberg ·
Skärholmen ·
Sätra ·
Bredäng ·
Mälarhöjden ·
Axelsberg ·
Örnsberg ·
Aspudden ·
Liljeholmen ·
Hornstull ·
Zinkensdamm ·
Mariatorget ·
Slussen ·
Gamla Stan ·
T-Centralen ·
Östermalmstorg ·
Karlaplan ·
Gärdet ·
Ropsten